# 飯田正伯
飯田 正伯（いいだ しょうはく、文政8年（1825年） - 文久2年6月1日（1862年6月27日））は、江戸時代末期（幕末）の長州藩士。
文政8年（1825年）、50石の長州藩医の子として生まれる。安政5年（1858年）に吉田松陰の松下村塾に入り、主に兵学を学んだ。ちなみに入塾時の年齢は34歳で、これは山根孝中に次いで最年長だった。安政の大獄で松陰が刑死すると、桂小五郎や伊藤博文らと共に松陰の遺骸を引き取ることに尽力している。
その後は長州藩の分析掛として召抱えられ、主に銃などの兵器の管理・調整を任された。ところが万延元年（1860年）7月、軍用金調達を名目にして浦賀の富豪を襲って金品を強奪したため、罪人として幕府に捕縛され、獄中において文久2年（1862年）6月1日に病死した。享年38。
死後、正三位を贈られた。